# Сирітське Перше
Си́рітське Перше (до 01.02.1945 Фердинандівка Перша) — село Знам'янської сільської громади, Березівський район, Одеська область в Україні. Населення становить 67 осіб.

## Населення
Згідно з переписом УРСР 1989 року чисельність наявного населення села становила 74 особи, з яких 37 чоловіків та 37 жінок.
За переписом населення України 2001 року в селі мешкало 67 осіб. 100 % населення вказало своєю рідною мовою українську мову.

## Постаті
- Юсипів Іван Романович (1993—2015) — старший солдат Збройних сил України, учасник російсько-української війни.